# Шехов, Мухаммад Муродович
Мухаммад Шехов (род. 23 июня 1992, Бухара, Узбекистан) — российский профессиональный боксёр узбекского происхождения. Чемпион Азии по версии WBA (2019) и чемпион WBO European (2021) в весовой категории до 55,2 кг.  

## Биография
Родился в городе Бухара, Узбекистан. В детстве переехал в Великие Луки, Россия, где проживает в настоящее время. В семье есть младшая сестра, которая остаётся в Узбекистане. Родители занимались торговлей продуктами питания.  

## Любительская карьера
В детстве занимался карате, но после просмотра фильма о Мохаммеде Али решил посвятить себя боксу. Начал тренировки в 2002 году под руководством Виктора Владимировича Зенкова.  
Основные достижения в любительском боксе:  
- 5-кратный чемпион Северо-Западного федерального округа;
- 3-кратный призёр первенства России (2010—2013);
- Финалист чемпионата России (2012);
- Победитель международных турниров в Венгрии, Албании, Кубе, Польше;
- Участник Олимпийских игр 2012 в Лондоне.

## Профессиональная карьера
В 2018 году провёл показательные спарринги в Екатеринбурге и подписал контракт с RCC Boxing Promotions. Дебютный бой в профи провёл 22 сентября 2018 года, победив Степана Маурера.  
К 2019 году одержал 7 побед подряд, 3 из них нокаутом. В том же году выиграл титул WBA Asia в Екатеринбурге, победив Арона Хуареса из Никарагуа.  
7 мая 2021 года завоевал титул WBO European во втором легчайшем весе, победив Евгения Ляшкова.  
8 сентября 2024 года в Екатеринбурге победил Жон Ли (Азия) и завоевал титул IBF Intercontinental в первом полулёгком весе:contentReference[oaicite:0]{index=0}.  

## Образование
Окончил Великолукскую государственную академию физической культуры и спорта (бакалавриат – 4 года, магистратура – 2 года).  